# 奥祖谷二重かずら橋

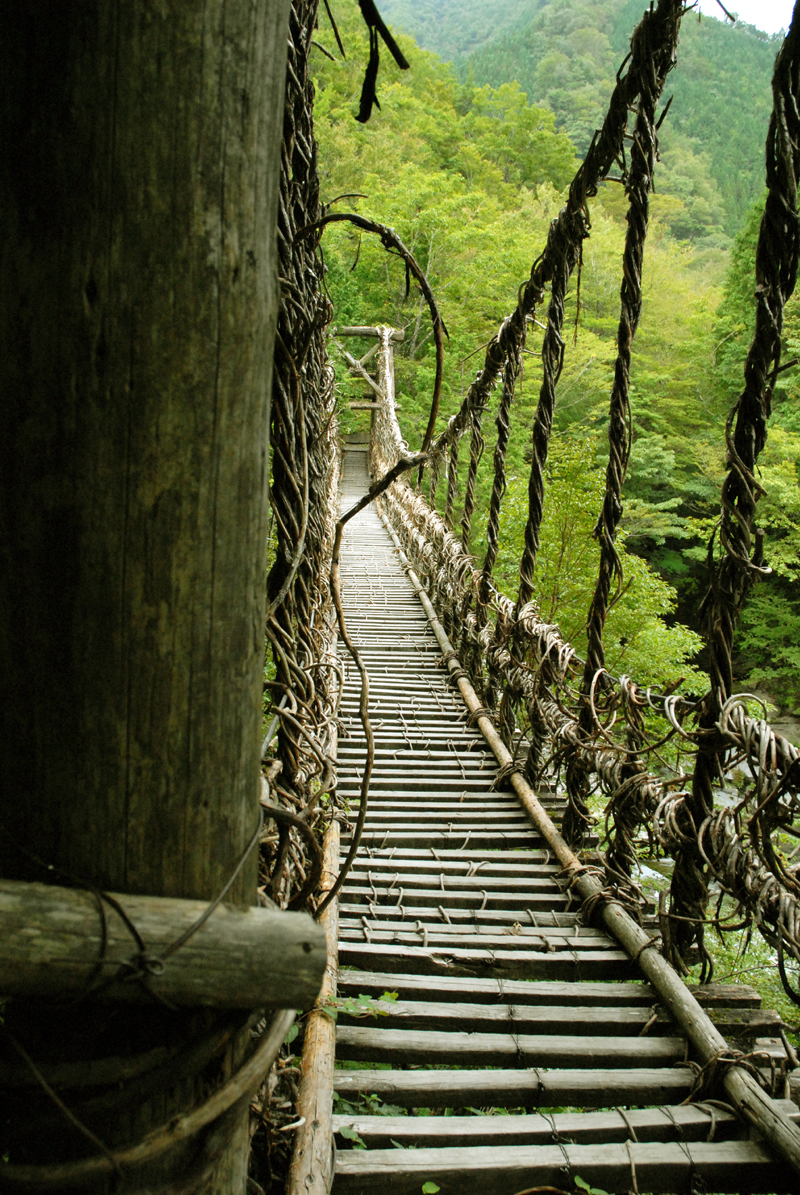
奥祖谷二重かずら橋（男橋）

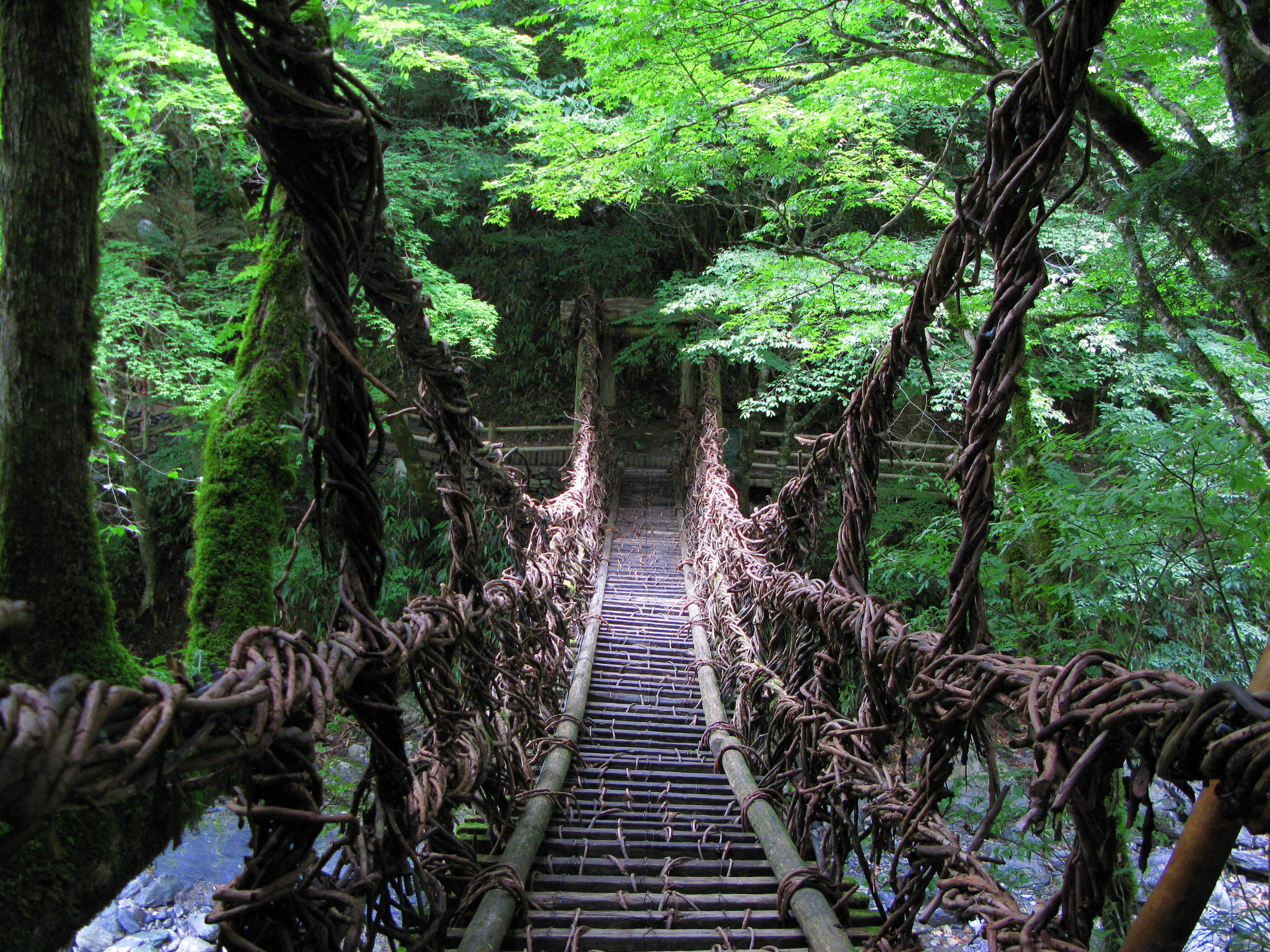
奥祖谷二重かずら橋（女橋）

奥祖谷二重かずら橋（おくいやにじゅうかずらばし）は、徳島県三好市東祖谷菅生の奥祖谷地区を流れる祖谷川に架かるかずら橋である。四国八十八景14番・四国のみずべ八十八カ所選定。

## 概要
祖谷十三橋といわれ生活道として利用されていたが現在、西祖谷山村善徳と共に2箇所だけが残っていて、当地のは、志度合戦に敗れた平家一族が馬場での訓練に通うため、また、追ってを防ぐためいつでも切り落とせるように「しらくちかずら」で架設したと伝わる吊橋で、また、木挽や漁師に利用されていた。かずら橋が2本並んで架かっている為、通称「男橋女橋」とも「夫婦橋」などとも呼ばれている。これら2本の橋の他、「野猿」と呼ばれる人力ロープウェイも架かっている。
- 男橋 下流側 長さ42m、幅2m、水面からの高さ12m
- 女橋 上流側 長さ22m、幅1.2m、水面からの高さ4m
- 野猿 途中の道が崩れているので休止中（2022年5月28日時点）

## アクセス
- 入場料：大人550円・小学生350円・幼児無料[1]
- 徳島自動車道井川池田ICから車で約2時間30分[2]
- 土讃線阿波池田駅または大歩危駅から久保バス停乗換、市営バス剣山行き[3]でかずら橋バス停下車
  - 市営バスは8月10月以外平日運休注意[4]

## 風景

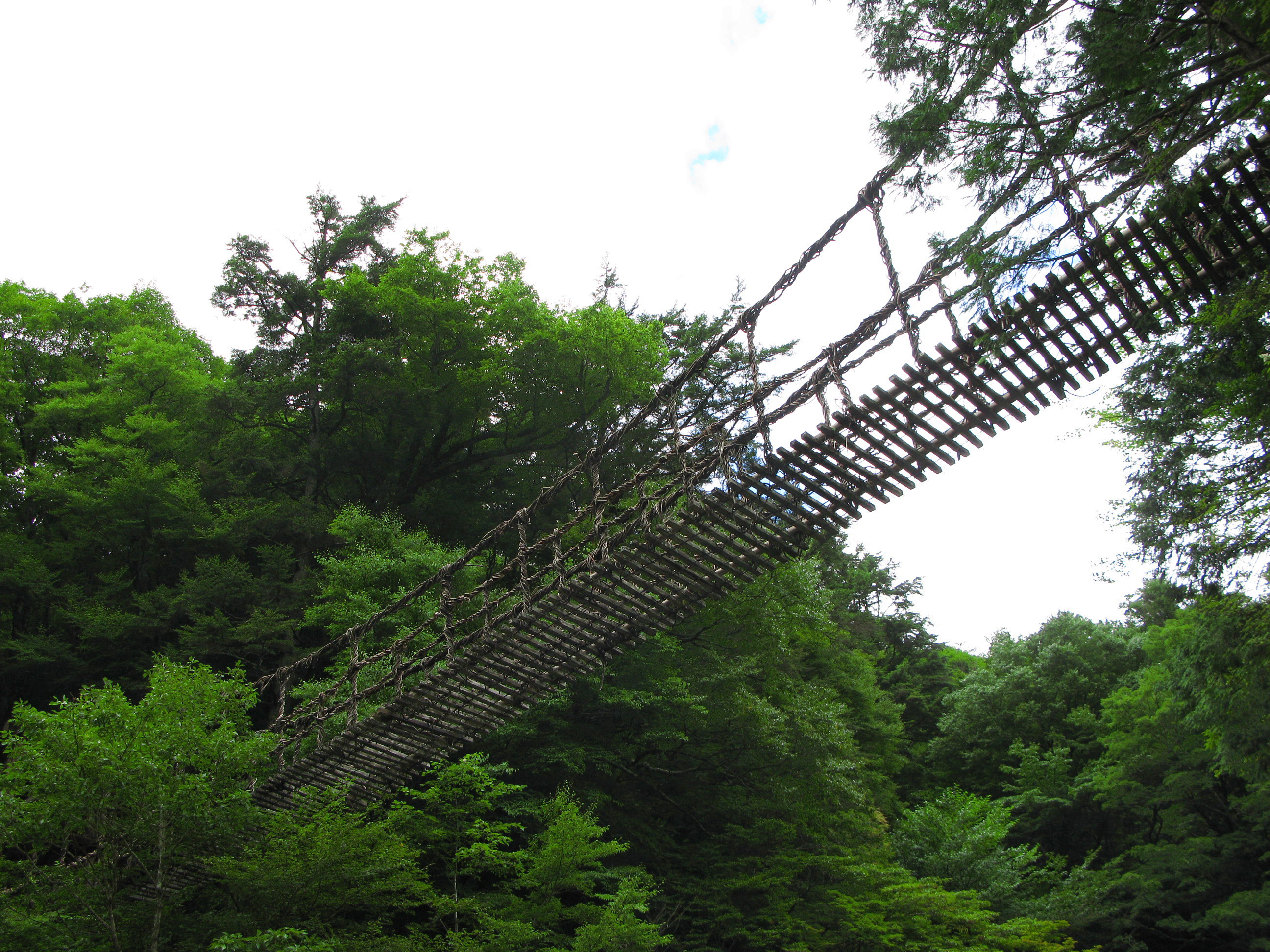
男橋（北岸側から）
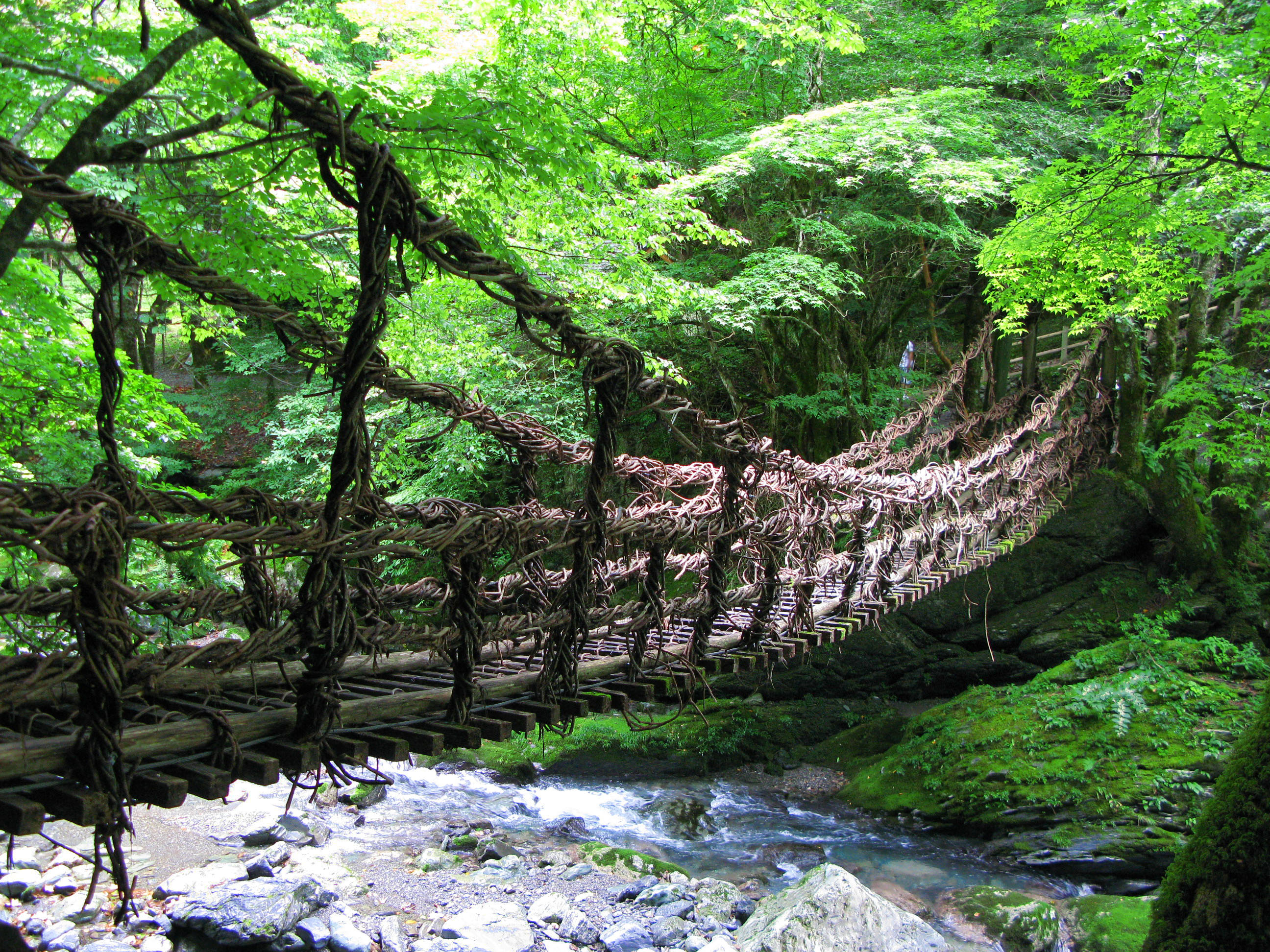
女橋（南岸側から）
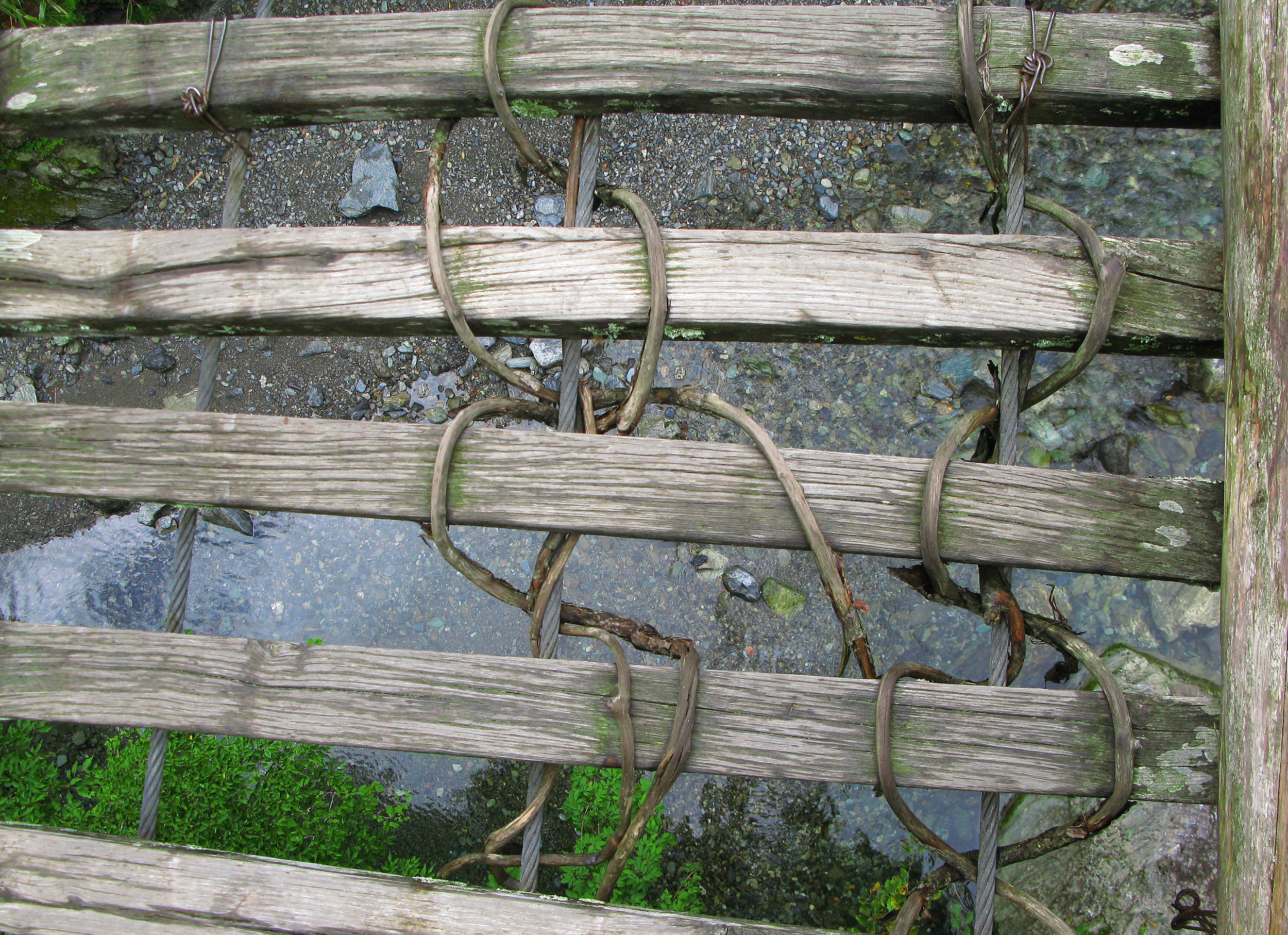
橋床のさな木（男橋）
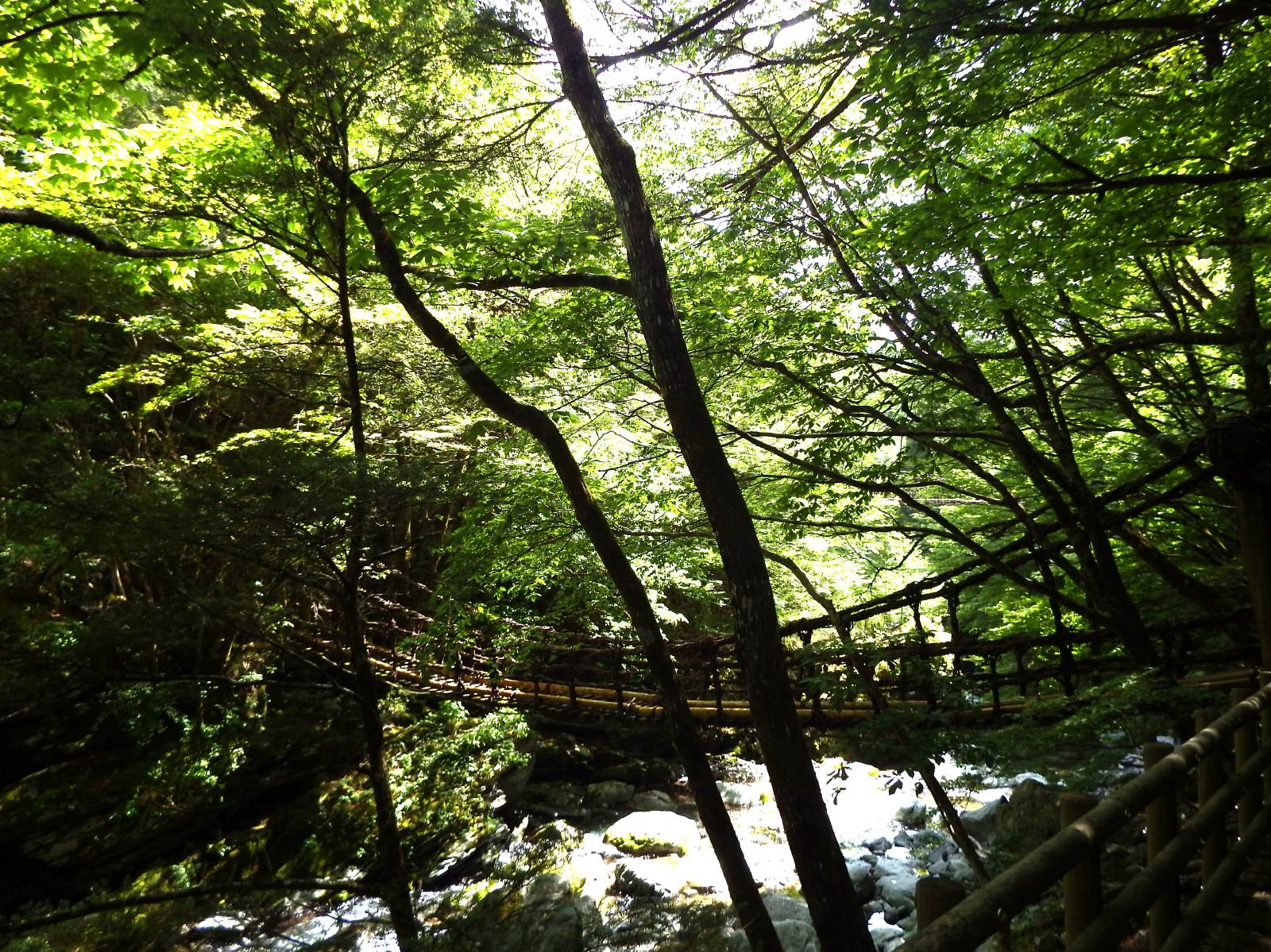
北岸から手前に女橋、奥に男橋
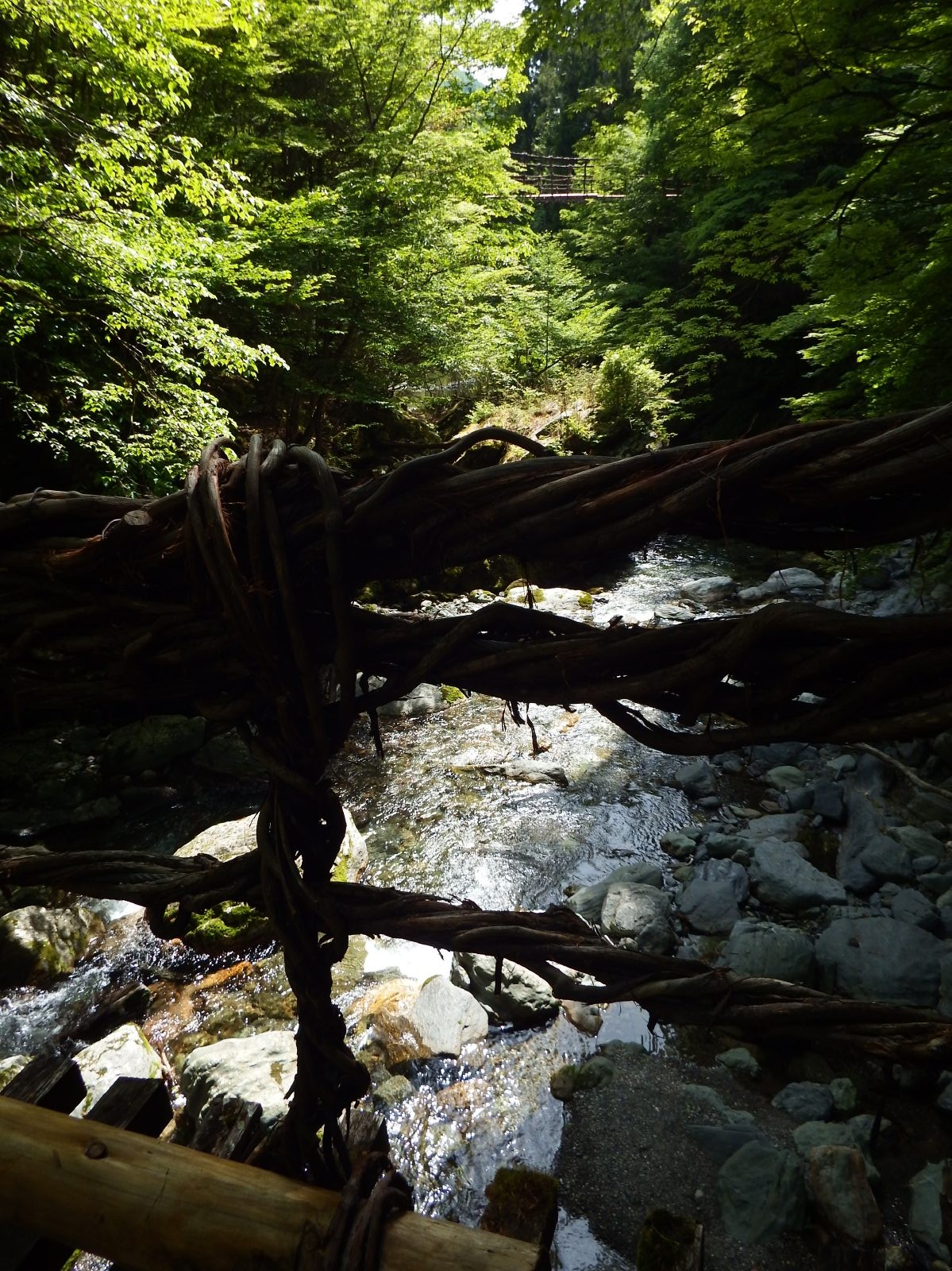
女橋の上から男橋を右に見る
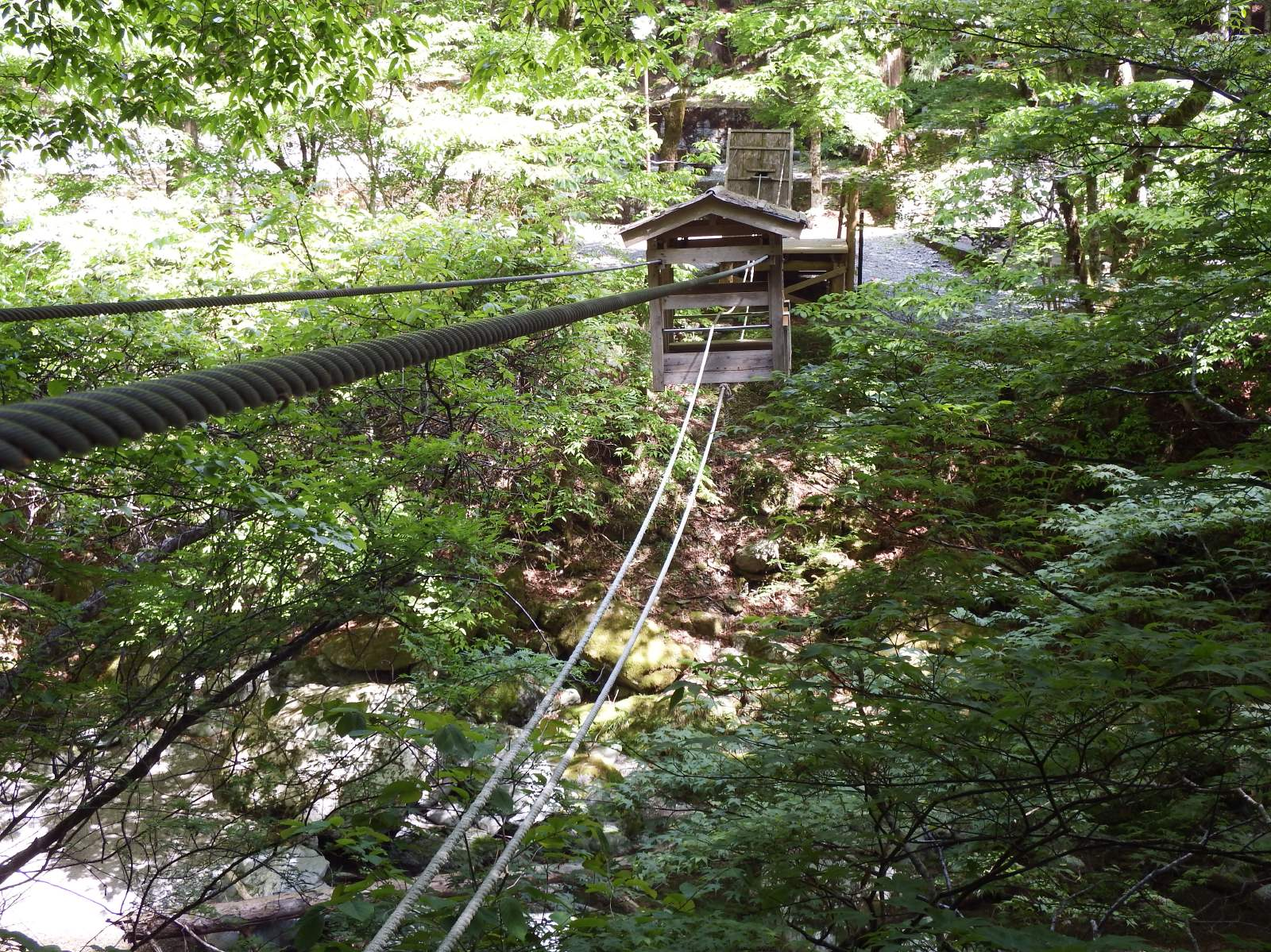
野猿（北岸側から）
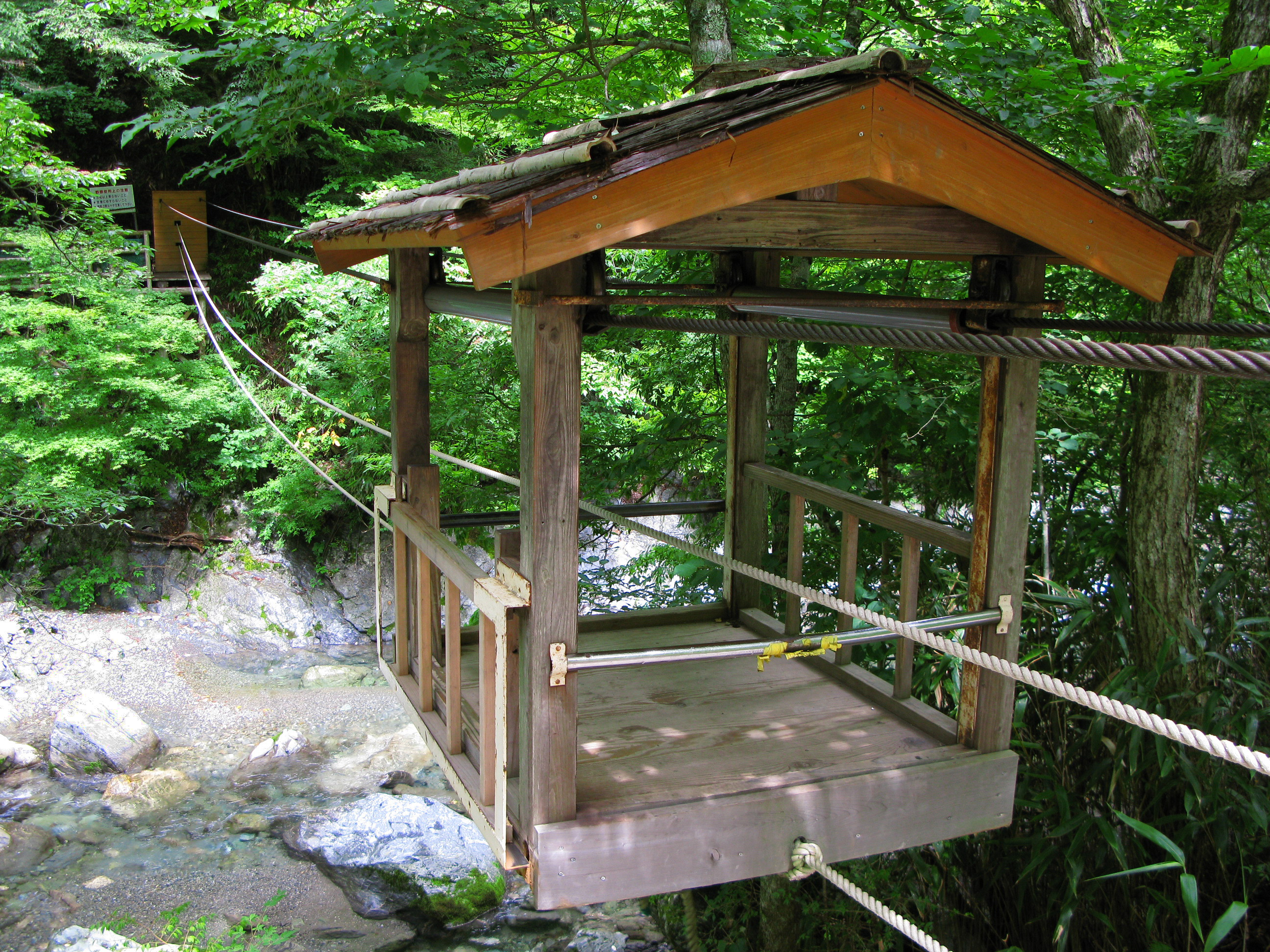
野猿（南岸側から）
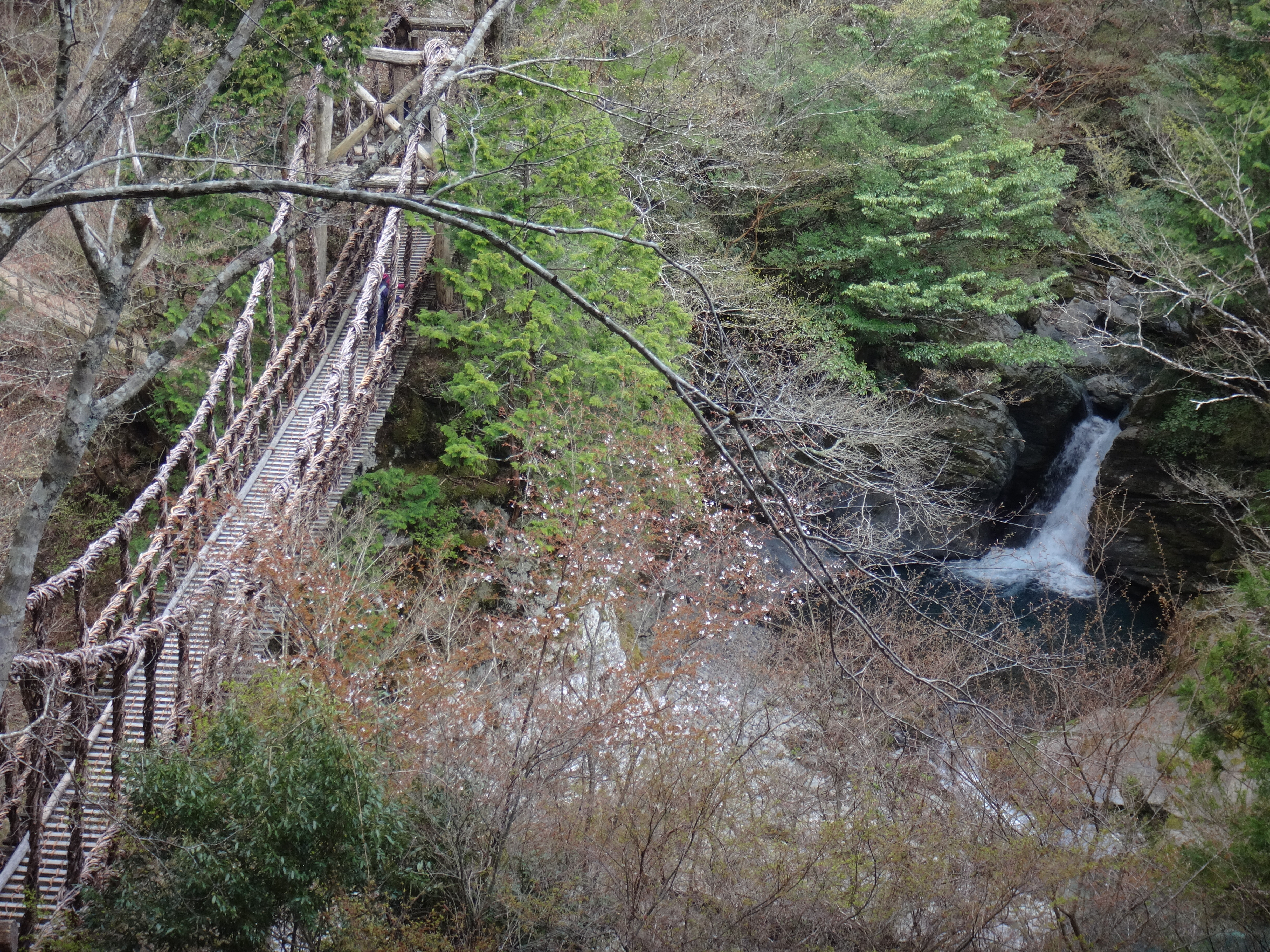
奥祖谷二重かずら橋と滝
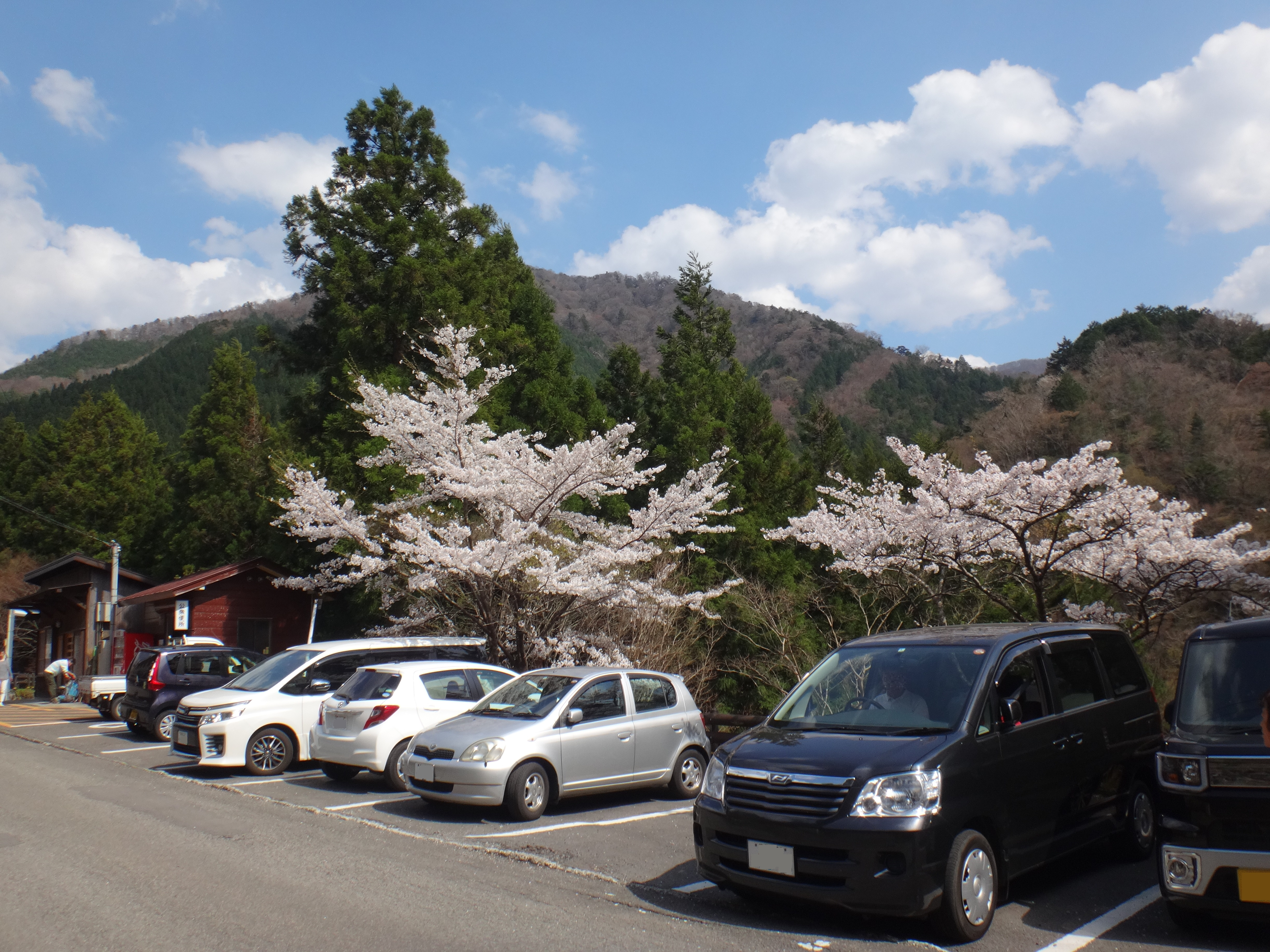
奥祖谷二重かずら橋入口